# Mare de Déu del Roser de Palaldà
Mare de Déu del Roser de Palaldà és una capella del poble de Palaldà, del terme comunal dels Banys d'Arles i Palaldà, a la comarca del Vallespir (Catalunya del Nord).
Està situada en el nucli vell del poble de Palaldà, a prop i al nord-oest de l'església parroquial de Sant Martí. És al peu de la carretera del Coll de Fortó.
És una església dreçada a les darreries del segle xiv i primer anys del XVII.